# Coptosapelta laotica
Coptosapelta laotica är en måreväxtart som beskrevs av Theodoric Valeton. Coptosapelta laotica ingår i släktet Coptosapelta och familjen måreväxter. Inga underarter finns listade i Catalogue of Life.